# Jeff Gordon
Pour les articles homonymes, voir Gordon.
Statistiques en NASCAR Cup Series
Dernière mise à jour : 16 février 2015 
Jeffrey Gordon (né le 4 août 1971 à Vallejo en Californie) est un pilote automobile américain de NASCAR (National Association for Stock Car Auto Racing) aujourd’hui retraité, quadruple vainqueur de la Winston Cup (aujourd'hui Monster Energy Cup Series). Il pilotait la Chevrolet no 24 du team Hendrick Motorsports. Ses sponsors incluaient Pepsi Max, Quaker State (en), Axalta Racing, Standox, Delphi, Lowe's, Bosch et principalement Drive to End Hunger après avoir été en partenariat avec DuPont pendant 20 ans.

## Début de carrière
Très tôt, Jeff Gordon fut considéré comme un enfant prodige de la course automobile. Il apprit les rudiments de la conduite grâce à un ancien pilote de stock-car de l'est du Texas, Brian Merritt. Merritt lui enseigna l'art de la course et l'aida à s'aguerrir. Gordon participa à sa première course à l'âge de 4 ans. Son beau-père, John Bickford, confirmera plus tard que ce fut l'idée du jeune Jeff. Sa famille fut toujours d'un grand soutien et le supporta très tôt. Ils n'hésitèrent pas à déménager dans l'Indiana uniquement pour les opportunités de compétition plus importantes qui s'offraient au fiston. Avant ses 18 ans, Jeff Gordon avait déjà gagné 3 courses et reçu le titre de Rookie of the Year 1989 dans les USAC National Midget Series. L'année suivante, il remporta le titre. En 1991, il quitta les Midget Series pour les USAC Silver Crown Series et à l'âge de 20 ans remporta le titre; ce fut le plus jeune pilote de l'histoire à remporter ce championnat.

## La Nascar

### Les débuts

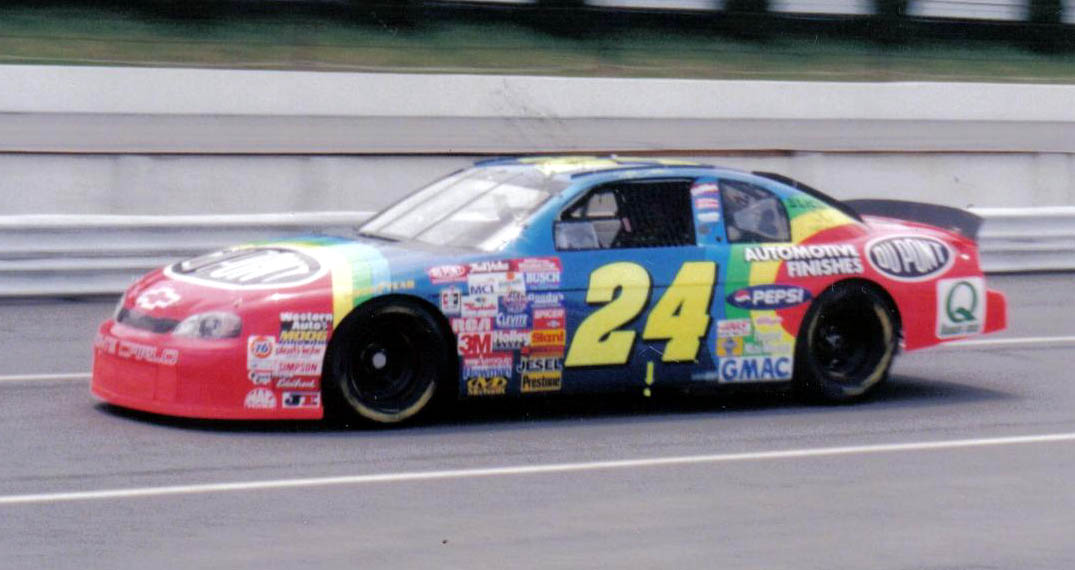
Jeff Gordon lors de sa victoire au Pocono 500 en 1997 sur le Pocono Raceway en Pennsylvanie

Gordon découvre la NASCAR en 1991, lorsqu'il est admis en Busch Series. Il y court deux années et en profite pour battre le record du nombre de poles au cours d'une saison, 11. Symboliquement, sa première participation à une course de la Winston Cup, les Hooters 500 de 1992, coïncide avec la dernière course de la légende de la NASCAR Richard Petty. En 1993, Gordon court sa première saison complète en Winston Cup pour Hendrick Motorsports, il y décroche le titre de Rookie of the Year et finit 14e au classement. En 1994, Jeff remporte sa première course aux Coca-Cola 600 sur le Lowe's Motor Speedway. Il remporte la même année sa course à domicile au Indianapolis Motor Speedway pour l'inauguration des Brickyard 400.

## 4 fois champion
En 1995, à l'âge de 24 ans, Gordon décroche le premier de ses quatre championnats de Winston Cup. Il gagne de nouveau le championnat NASCAR en 1997, 1998 et 2001. Seuls trois pilotes ont gagné plus de 4 championnats : Richard Petty, Dale Earnhardt (7 trophées chacun), et Jimmie Johnson (7 trophées).

### Quelques records

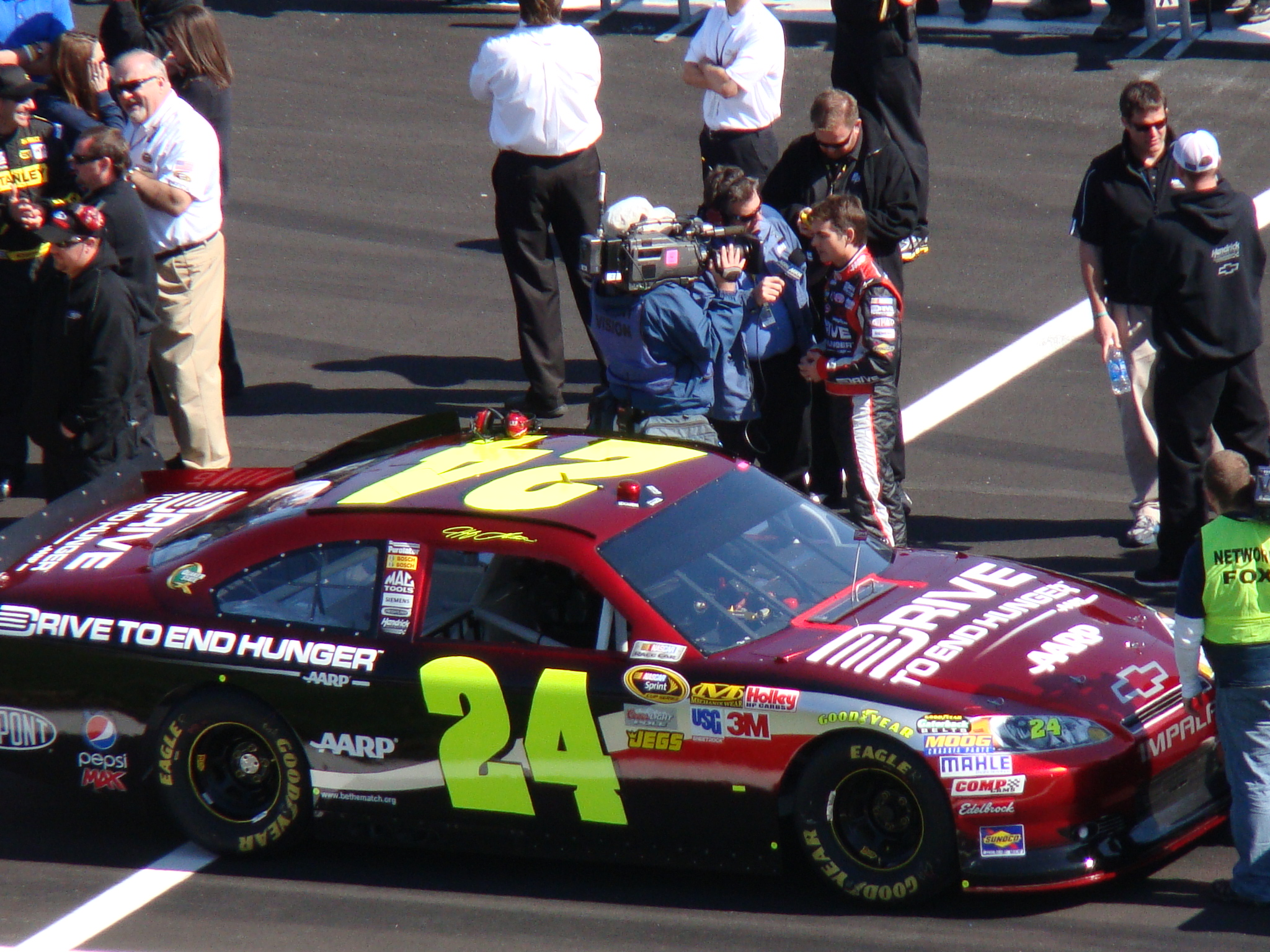
Les nouvelles couleurs de Jeff Gordon (Daytona International Speedway 2011)

En 2004, Jeff Gordon devient le premier pilote à remporter 4 fois les Brickyard 400 et seulement l'un des quatre pilotes à remporter 4 victoires sur le mythique Indianapolis Motor Speedway. Le 20 février 2005, Jeff gagna la course mythique du Daytona 500 pour la troisième fois (après ses victoires de 1997 et 1999).
Le 27 juillet 2014, il s'impose pour la cinquième fois sur le tracé d'Indianapolis devenant le pilote le plus victorieux de l'histoire sur ce circuit 20 ans après son premier succès sur l'ovale de l'Indiana dont le maire décréta qu'il s'agira dorénavant du Jeff Gordon's Day.
Il totalise actuellement 93 victoires, il dépasse le record de la NASCAR moderne anciennement établi par Darrell Waltrip avec 84 victoires. Il est aussi admis que Jeff Gordon a permis d'ouvrir davantage la NASCAR au reste des États-Unis, auparavant populaire seulement dans les États du sud.

### 2015, la dernière saison
Le 22 janvier 2015, Jeff Gordon annonce que 2015 sera sa dernière saison complète en NASCAR Sprint Cup Series. Il aura 44 ans à la fin de la saison, et il poursuivra sa carrière en tant que consultant pour la chaîne de télévision FOX qui retransmet les courses de NASCAR.

## Hors Nascar

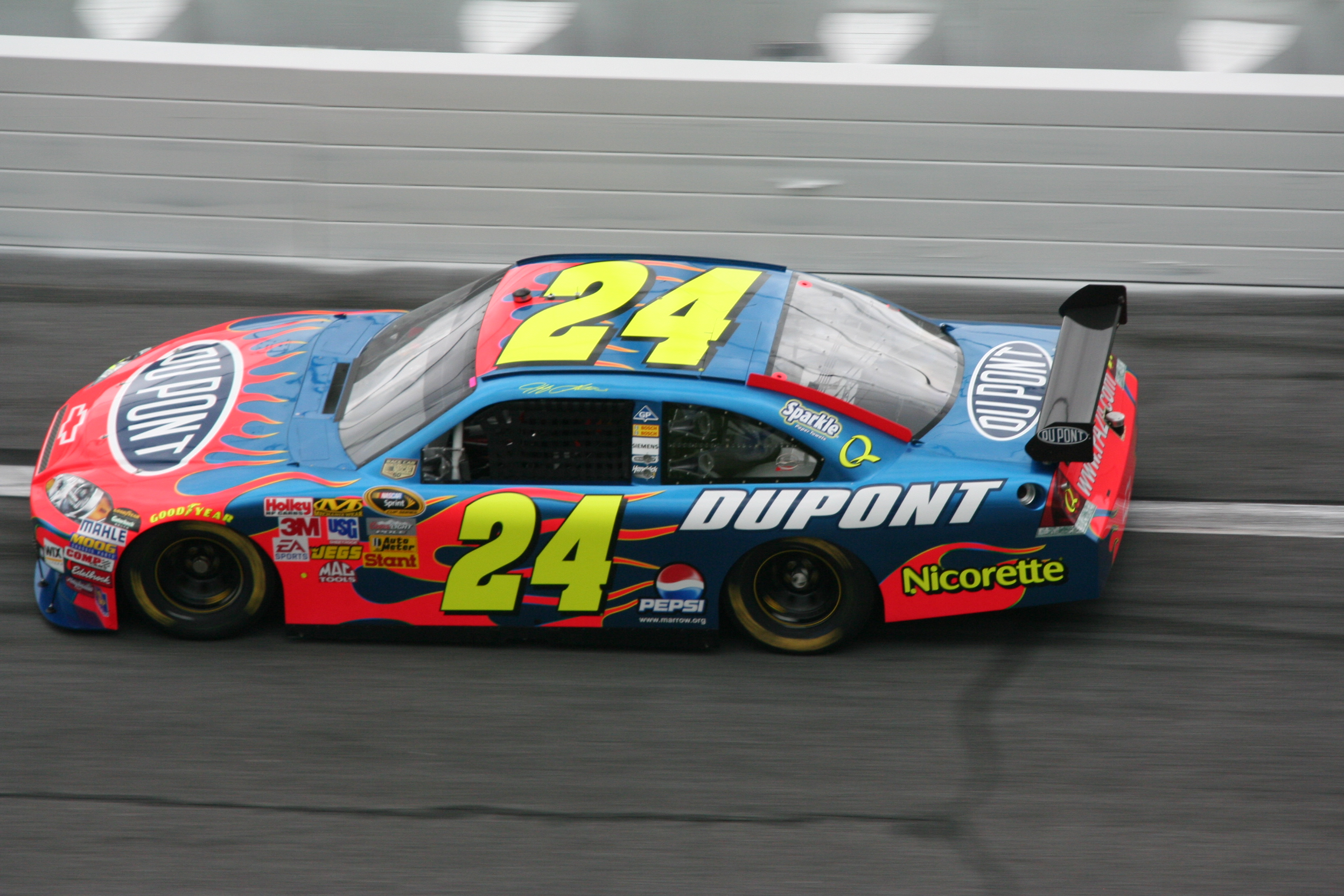
Jeff Gordon lors du Daytona 500 2008.

Jeff Gordon a participé à plusieurs événements off-road. Il a aussi participé à la Race of Champions qu'il a remportée avec l'équipe des États-Unis en 2002. Il était prévu qu'il participe à l'édition 2004 contre le champion allemand Michael Schumacher, mais, malade, fut remplacé par Casey Mears au dernier moment. Il participa à l'édition 2005 aux côtés de Travis Pastrana, mais ne réussit pas à se qualifier pour les finales à cause d'ennuis mécaniques.
Le 11 juin 2003, dans une exhibition spéciale sur l'Indianapolis Motor Speedway, Gordon se confronta à Juan Pablo Montoya, et fit quelques tours de piste au volant de la Williams FW25, tandis que Montoya prit le volant de la Chevrolet Monte Carlo. L'exhibition fut diffusée en direct à la télévision par SPEED Channel.
En 2007, il participe au 24 Heures de Daytona à bord d'une Riley-Pontiac où il monte sur la troisième marche du podium.
En 2017, il remporte les 24H de Daytona au volant d'une Cadillac DPi-V.R du Wayne Taylor Racing. Il faisait équipe avec les frères Taylor et Max Angelelli.

## Popularité et vie personnelle
La réaction des fans face au succès croissant de Gordon est clairement divisée. Jeff est toujours autant apprécié dans l'Indiana et dans sa Californie natale. Par contre, il est régulièrement sifflé et hué lors de courses se déroulant dans le sud profond des États-Unis. Ce schisme entre supporters est attribué en partie au Madison Avenue appeal de Gordon et au vieux ressentiment du Sud vis-à-vis des Yankees. Pendant des décennies, la NASCAR a été le sport dominant du Sud, et beaucoup de fans attribuent les changements des dernières années, qui sont loin de faire l'unanimité, à l'influence des sponsors et des médias arrivés en masse depuis les succès de Jeff Gordon.
Jeff s'est marié en 1994 avec Brooke Sealy ; il s'est ensuivi un divorce très médiatisé en 2003. Il a ensuite flirté avec Amanda Church (relation qu'il a rendue publique) et s'est marié au mannequin d'ascendance belge Ingrid Vandebosch le 7 novembre 2006.
Leur fille Ella Sofia est née le 20 juin 2007 à New York et leur fils Leo Benjamin est né le 9 août 2010.